# Planck-tid
Planck-tid (5,39 × 10−44 s) er den tid det tager for lys (300.000 km/s) at bevæge sig én Planck-længde (1,6 × 10-35 meter).